# Bistum Ciudad del Este
Das Bistum Ciudad del Este (lat.: Dioecesis Urbis Orientalis, span.: Diócesis de Ciudad del Este) ist eine in Paraguay gelegene römisch-katholische Diözese mit Sitz in Ciudad del Este.

## Geschichte
Das Bistum Ciudad del Este entstand am 25. März 1968 von Papst Paul VI. durch die Teilung der Territorialprälatur Encarnación y Alto Paraná in die Territorialprälaturen Encarnación und Alto Paraná. Die Territorialprälatur Alto Paraná wurde dem Erzbistum Asunción als Suffragan unterstellt. Am 10. Juli 1993 wurde die Territorialprälatur Alto Paraná zum Bistum erhoben. Das Bistum Alto Paraná änderte am 3. Februar 2001 seinen Namen in Bistum Ciudad del Este. Am 10. Februar 2024 gab das Bistum Gebietsanteile zur Errichtung des Bistums Canindeyú ab.

## Ordinarien

### Prälaten von Alto Paraná
- Francisco Cedzich SVD, 1968–1971
- Augustín Van Aaken SVD, 1972–1990
- Eustaquio Pastor Cuquejo Verga CSsR, 1990–1992, dann Militärbischof von Paraguay

### Bischöfe von Alto Paraná
- Oscar Páez Garcete, 1993–2000

### Bischöfe von Ciudad del Este
- Ignacio Gogorza Izaguirre SCI di Béth, 2001–2004, dann Bischof von Encarnación
- Rogelio Ricardo Livieres Plano, 2004–2014
- Wilhelm Steckling OMI, 2014–2023
- Pedro Collar Noguera, seit 2023